# Тейлор Рейн
Тейлор Рейн (англ. Taylor Rain; 16 серпня 1981, Лонг-Біч, Каліфорнія, США) — колишня американська порноакторка. Знялась в 289 порнофільмах та зрежисуровала 7.

## Порноіндустрія
Перший порнофільм за участі Рейн вийшов в листопаді 2001 року. У 2003 вона підписала ексклюзивний дворічний контракт із порностудією Legend Video, який дозволив їй скоротити кількість сцен за її участю та надав їй особистого водія. Менше ніж через місяць Legend Video розірвала контракт з нею, а Рейн заявила вихід про з порноіндустрії, але насправді взяла невелику перерву.
В серпні 2004 року підписала контракт із Astrux Entertainment.
В 2005 році Рейн зрежисирувала свій перший порнофільм «Ass Up Face Down», в якому виконала головну роль. В цьому ж році підписала контракт із Defiance Films and Torrid Entertainmen. День з нею на знімальному майданчику був проданий на аукціоні eBay за $3,900.
Рейн стала переможицею «Porn Star Beauty Pageant» («Конкурс краси порнозірок») на Howard Stern Radio Show в березні 2005 року, випередивши Камі Ендрюс, Рейлі, Рені Порнеро та Аврору Сноу. 
В грудні 2005 року Рейн оголосила про вихід з порноіндустрії і бажання завести сім'ю. Попри це, компанія Defiance Films продовжила її контракт на два роки. Рейн запустила сайт clubtaylorrain.com після свого відходу.

## Особисте життя
В червні 2006 року на своєму сайті Рейн оголосила, що вагітна, але через місяць пережила викидень.
У лютому 2007 року вона провела 20 днів під арештом за зберігання марихуани і водіння в нетверезому стані. Відтоді вона перестала вживати і розповсюджувати наркотики, а також стала учасницею зібрань анонімних наркоманів та анонімних алкоголіків.
В березні 2008 Рейн повідомила, що знову вагітна, і ультразвукове дослідження показало жіночу стать плода. Народила двох доньок: Емму (2008) та Пейслі (2009).

## Нагороди та номінації
| Рік  | Премія         | Номінація                                                         | Фільм                   | Результат |
| ---- | -------------- | ----------------------------------------------------------------- | ----------------------- | --------- |
| 2004 | XRCO Award     | Групова сцена (англ. Group Scene)                                 | Flesh Hunter 5          | Перемога  |
| 2004 | AVN Award      | Найкраща сцена анального сексу (англ. Best Anal Sex Scene)        | Anal Driller            | Номінація |
| 2004 | AVN Award      | Найкраща сцена анального сексу (англ. Best Anal Sex Scene)        | Erotica XXX             | Номінація |
| 2004 | AVN Award      | Найкраща групова сцена (англ. Best Group Sex Scene)               | Flesh Hunter 5          | Номінація |
| 2005 | AVN Award      | Найкраща сцена анального сексу (англ. Best Anal Sex Scene)        | Anal Perversions        | Номінація |
| 2005 | F.A.M.E. Award | Найкраща виконавиця анального сексу (англ. Favorite Anal Starlet) |                         | Перемога  |
| 2006 | AVN Award      | Найкраща лесбійська сцена (англ. Best All-Girl Sex Scene)         | Big Toys No Boys 3      | Номінація |
| 2006 | AVN Award      | Найкраща сцена анального сексу (англ. Best Anal Sex Scene)        | Evil Bitches            | Номінація |
| 2006 | AVN Award      | Найкраща парна сцена (англ. Best Couples Sex Scene)               | The Young & the Raunchy | Номінація |
| 2007 | AVN Award      | Найкраща парна сцена (англ. Best Sex Scene Coupling)              | Sensual Image           | Номінація |
| 2007 | AVN Award      | Найкраща сцена тріолізму (англ. Best Three-Way Sex Scene)         | Assylum                 | Номінація |